# Олексіївська волость (Валківський повіт)
Олексіївська волость — історична адміністративно-територіальна одиниця Валківського повіту Харківської губернії з центром у селі Олексіївка.
Станом на 1885 рік складалася з 8 поселень, 7 сільських громад. Населення — 2985 осіб (1607 осіб чоловічої статі та 1378 — жіночої), 570 дворових господарств.
|                     | Площа, десятин | У тому числі орної, дес. |
| ------------------- | -------------- | ------------------------ |
| Сільських громад    | 2024           | 1842                     |
| Приватної власності | 8884           | 4392                     |
| Іншої власності     | 33             | 33                       |
| Загалом             | 10941          | 6267                     |

Найбільші поселення волості станом на 1885:
- Олексіївка — колишнє власницьке село за 24 верст від повітового міста, 1000 осіб, 195 дворів, православна церква, поштова станція, 3 лавки, 2 ярмарки на рік. За 2 версти — залізнична станція Водяна.
- Ново-Іванівка — колишнє власницьке село при річці Коломак, 329 осіб, 92 двори, православна церква.

Найбільші поселення волості станом на 1914 рік:
- слобода Олексіївка — 2337 мешканців.

Старшиною волості був Сокол Микола Денисович, волосним писарем — Кривобок Василь Пилипович, головою волосного суду — Зуєнко Митрофан Іванович.